# Fena (film)
Fena (v originále La Chienne) je francouzský černobílý film z roku 1931 od režiséra Jeana Renoira. Snímek poskytl první velkou roli Michelu Simonovi. Film je adaptací románu Georgese de la Fouchardiéra.
Později natočil předělanou verzi tohoto filmu Fritz Lang pod názvem Rudá ulice.